# Сидоряк Семен Дмитрович
Семен Дмитрович Сидоряк (1870, с. Вадівці — ?) — український педагог, громадсько-політичний діяч. Член НТШ.

## Життєпис
Народився 1870 року в с. Вадівці (Королівство Галичини та Володимирії, Австро-Угорщина, нині Польща).
Закінчив Львівський університет 1900 року, вчителював у Львівській академічній гімназії. У 1903—1914 роках — професор (викладач) природознавства та історії в Тернопільській українській державній гімназії (зокрема, в 1905/1906 навчальному році працював професором, був завідувачем природоописного кабінету). Управитель створеної у 1904 (за іншими даними, створена 1902 року) році селянської бурси. Підтримував тісні контакти з Іваном Боберським.
У місті Тернополі — співзасновник товариств «Сільський господар», «Поділля» (1907; спортивне) та інших. У 1913—1914 роках — делегат 1-го і 2-го пластових з'їздів у м. Львів.
У 1918 році брав участь у встановленні влади новоствореної української держави — ЗУНР — у Тернополі: співорганізатор (із Андрієм Музичкою) збройних молодіжних загонів, які роззброїли австрійську жандармерію. Під час існування ЗУНР був комісаром (посадником) Тернополя.
Від 1920 року працював у м. Київ заступником директора одного з НДІ. Призначений більшовиками ректором Кам'янець-Подільського університету (нині — Кам'янець-Подільський національний університет імені Івана Огієнка). Софія Русова негативно відгукувалася про його діяльність на цій посаді.
У 1935 році заарештований органами НКВД. 1936 року засуджений на виселення в Казахстан, у 1947 році судимість була знята.
Подальша доля невідома. Реабілітований 1989 року.